# Jean Richard enquête
Jean Richard enquête est une série de bandes dessinées parue dans Pif gadget entre 1973 et 1975, dessinée par Cabrol et scénarisée par Gil Das, qui met en scène Jean Richard qui résout une énigme.  La formule ressemble beaucoup à celle des énigmes de Ludo.  La série se démarque cependant du fait que tous les personnages ont des visages qui sont des caricatures de personnalité connues de l'époque, de la télé, du cinéma et de la musique.
| n°  | page n° | Titre                  | Couleur/N&B | Scénario  | Dessin |
| --- | ------- | ---------------------- | ----------- | --------- | ------ |
| 228 | 53      | Histoire de tigres     | N&B         | Roger Dal | Cabrol |
| 229 | 54      | Jean Richard enquête   | N&B         | Roger Dal | Cabrol |
| 229 | 57      | Jean Richard enquête   | N&B         | Roger Dal | Cabrol |
| 230 | 57      | Jean Richard enquête   | N&B         | Roger Dal | Cabrol |
| 231 | 51      | Jean Richard enquête   | N&B         | Roger Dal | Cabrol |
| 232 | 51      | Jean Richard enquête   | N&B         | Roger Dal | Cabrol |
| 233 | 57      | Jean Richard enquête   | N&B         | Roger Dal | Cabrol |
| 234 | 56      | Jean Richard enquête   | N&B         | Gil Das   | Cabrol |
| 235 | 53      | Jean Richard enquête   | N&B         | Gil Das   | Cabrol |
| 240 | 58      | Jean Richard enquête   | N&B         | Gil Das   | Cabrol |
| 241 | 56      | Jean Richard enquête   | N&B         | Gil Das   | Cabrol |
| 242 | 56      | Jean Richard enquête   | N&B         | Gil Das   | Cabrol |
| 243 | 57      | Jean Richard enquête   | N&B         | Gil Das   | Cabrol |
| 244 | 56      | Jean Richard enquête   | N&B         | Gil Das   | Cabrol |
| 245 | 57      | Jean Richard enquête   | N&B         | Gil Das   | Cabrol |
| 246 | 54      | Jean Richard enquête   | N&B         | Gil Das   | Cabrol |
| 247 | 56      | Jean Richard enquête   | N&B         | Gil Das   | Cabrol |
| 248 | 55      | Jean Richard enquête   | N&B         | Gil Das   | Cabrol |
| 249 | 57      | Une loufo enquête      | N&B         | Gil Das   | Cabrol |
| 250 | 53      | Jean Richard enquête   | Couleur     | Gil Das   | Cabrol |
| 251 | 55      | Jean Richard enquête   | Couleur     | Gil Das   | Cabrol |
| 252 | 53      | Jean Richard enquête   | Couleur     | Gil Das   | Cabrol |
| 253 | 53      | Jean Richard enquête   | Couleur     | Gil Das   | Cabrol |
| 254 | 53      | Jean Richard enquête   | Couleur     | Gil Das   | Cabrol |
| 255 | 54      | Jean Richard enquête   | Couleur     | Gil Das   | Cabrol |
| 256 | 53      | Énigme la fontaine     | Couleur     | Gil Das   | Cabrol |
| 257 | 51      | Jean Richard enquête   | Couleur     | Gil Das   | Cabrol |
| 258 | 51      | J.M. Thibault enquête  | Couleur     | Gil Das   | Cabrol |
| 259 | 53      | Jean Richard enquête   | Couleur     | Gil Das   | Cabrol |
| 260 | 51      | Carlos enquête         | Couleur     | Gil Das   | Cabrol |
| 261 | 53      | Jean Richard enquête   | Couleur     | Gil Das   | Cabrol |
| 262 | 53      | Roger Pierre enquête   | Couleur     | Gil Das   | Cabrol |
| 263 | 51      | Roger Pierre enquête   | Couleur     | Gil Das   | Cabrol |
| 264 | 51      | Jean Richard enquête   | Couleur     | Gil Das   | Cabrol |
| 266 | 51      | J.M. Thibault enquête  | Couleur     | Gil Das   | Cabrol |
| 267 | 53      | Jean Richard enquête   | Couleur     | Gil Das   | Cabrol |
| 268 | 51      | Les Charlots enquêtent | Couleur     | Gil Das   | Cabrol |
| 269 | 53      | Jean Richard enquête   | Couleur     | Gil Das   | Cabrol |
| 270 | 51      | Enquête à la rédaction | Couleur     | Gil Das   | Cabrol |
| 271 | 53      | Jean Richard enquête   | Couleur     | Gil Das   | Cabrol |
| 272 | 51      | Jean Richard enquête   | Couleur     | Gil Das   | Cabrol |
| 273 | 51      | Jean Richard enquête   | Couleur     | Gil Das   | Cabrol |
| 274 | 55      | Jean Richard enquête   | Couleur     | Gil Das   | Cabrol |
| 275 | 52      | Jean Richard enquête   | Couleur     | Gil Das   | Cabrol |
| 276 | 53      | Jean Richard enquête   | Couleur     | Gil Das   | Cabrol |
| 277 | 55      | Jean Richard enquête   | Couleur     | Gil Das   | Cabrol |
| 278 | 51      | Jean Richard enquête   | Couleur     | Gil Das   | Cabrol |
| 279 | 55      | Jean Richard enquête   | Couleur     | Gil Das   | Cabrol |
| 280 | 51      | Sim enquête            | Couleur     | Gil Das   | Cabrol |
| 281 | 53      | Jean Richard enquête   | Couleur     | Gil Das   | Cabrol |
| 282 | 53      | Jean Richard enquête   | Couleur     | Gil Das   | Cabrol |
| 283 | 53      | Jean Richard enquête   | Couleur     | Gil Das   | Cabrol |
| 284 | 53      | Jean Richard enquête   | Couleur     | Gil Das   | Cabrol |
| 285 | 53      | Jean Richard enquête   | Couleur     | Gil Das   | Cabrol |
| 286 | 55      | Jean Richard enquête   | Couleur     | Gil Das   | Cabrol |
| 287 | 53      | Jean Richard enquête   | Couleur     | Gil Das   | Cabrol |
| 288 | 57      | Jean Richard enquête   | Couleur     | Gil Das   | Cabrol |
| 289 | 59      | Jean Richard enquête   | Couleur     | Gil Das   | Cabrol |
| 290 | 60      | Jean Richard enquête   | Couleur     | Gil Das   | Cabrol |
| 291 | 64      | Jean Richard enquête   | Couleur     | Gil Das   | Cabrol |
| 292 | 63      | Jean Richard enquête   | Couleur     | Gil Das   | Cabrol |
| 293 | 55      | Jean Richard enquête   | Couleur     | Gil Das   | Cabrol |
| 294 | 61      | Jean Richard enquête   | Couleur     | Gil Das   | Cabrol |
| 295 | 65      | Jean Richard enquête   | Couleur     | Gil Das   | Cabrol |
| 296 | 61      | Jean Richard enquête   | Couleur     | Gil Das   | Cabrol |
| 297 | 59      | Jean Richard enquête   | Couleur     | Gil Das   | Cabrol |
| 298 | 57      | Jean Richard enquête   | Couleur     | Gil Das   | Cabrol |
| 299 | 55      | Roger Pierre enquête   | Couleur     | Gil Das   | Cabrol |
| 300 | 55      | Jean Richard enquête   | Couleur     | Gil Das   | Cabrol |
| 301 | 52      | Jean Richard enquête   | Couleur     | Gil Das   | Cabrol |
| 302 | 54      | Jean Richard enquête   | Couleur     | Gil Das   | Cabrol |
| 303 | 51      | Jean Richard enquête   | Couleur     | Gil Das   | Cabrol |
| 304 | 53      | Jean Richard enquête   | Couleur     | Gil Das   | Cabrol |
| 305 | 55      | Jean Richard enquête   | Couleur     | Gil Das   | Cabrol |
| 306 | 53      | Jean Richard enquête   | Couleur     | Gil Das   | Cabrol |
| 307 | 53      | Jean Richard enquête   | Couleur     | Gil Das   | Cabrol |
| 308 | 52      | Jean Richard enquête   | Couleur     | Gil Das   | Cabrol |
| 309 | 52      | Jean Richard enquête   | Couleur     | Gil Das   | Cabrol |
| 310 | 52      | Jean Richard enquête   | Couleur     | Gil Das   | Cabrol |
| 311 | 53      | Jean Richard enquête   | Couleur     | Gil Das   | Cabrol |
| 312 | 52      | Jean Richard enquête   | Couleur     | Gil Das   | Cabrol |
| 313 | 53      | Jean Richard enquête   | Couleur     | Gil Das   | Cabrol |
| 314 | 53      | Jean Richard enquête   | Couleur     | Gil Das   | Cabrol |

| n°/page  | Titre                | texte     | dessin | couleur/N&B | description                                  |
| -------- | -------------------- | --------- | ------ | ----------- | -------------------------------------------- |
| HS012/7  | jean richard enquête | Roger Dal | Cabrol | N&B         | JR suit le tour de France                    |
| HS012/12 | jean richard enquête | Roger Dal | Cabrol | N&B         | JR assiste au tournage d'un film d'époque    |
| HS012/18 | jean richard enquête | Roger Dal | Cabrol | N&B         | Alors que JR rentre chez lui                 |
| HS012/30 | jean richard enquête | Roger Dal | Cabrol | N&B         | JR est invité à voir des objets d'arts       |
| HS012/34 | jean richard enquête | Roger Dal | Cabrol | N&B         | JR arrive au Mans                            |
| HS012/43 | jean richard enquête | Roger Dal | Cabrol | N&B         | JR visite la cave à vin de l'un de ses amis  |
| HS012/50 | jean richard enquête | Roger Dal | Cabrol | N&B         | JR invité à un bal masqué de la Rome antique |
| HS012/58 | jean richard enquête | Roger Dal | Cabrol | N&B         | La corde du fakir                            |
| HS012/65 | jean richard enquête | Roger Dal | Cabrol | N&B         | JR au Texas pour un rodéo                    |
| HS012/72 | jean richard enquête | Roger Dal | Cabrol | N&B         | JR aux studios de Boulogne                   |
| HS012/83 | jean richard enquête | Roger Dal | Cabrol | N&B         | JR au marché aux puces                       |